# Maulaj Isma’il
Maulaj Isma’il (arab. أبو النصر مولاي إسماعيل بن الشريف, Abu an-Nasir Maulaj Isma’il ibn asz-Szarif, ur. 1645 w Ar-Risani, zm. 22 marca 1727 w Meknesie) – drugi sułtan Maroka z dynastii Alawitów, syn Maulaja Alego asz-Szarifa, władcy Tafilalt.

## Życiorys
Objął tron w 1672 roku po swoim bracie Maulaju Raszidzie. Początkowo musiał tłumić powstania żądnych władzy krewnych oraz sprzeciwiających się jego panowaniu plemion, zanim mógł poświęcić się rozbudowie kraju.
Zrestrukturyzował siły zbrojne i stworzył nową armię z blisko 40 tysięcy sudańskich niewolników. Dzięki niej udawało mu się trzymać w szachu różnorodne plemiona Berberów i Beduinów, które sprzeciwiały się forsowanej przez niego jedności państwa. Maulaj Isma’il zdobył także angielski bastion w Tangerze (w 1684) oraz hiszpański fort w okolicach Al-Ara’isz (1689), a także Asilę i pobliskie tereny nad Oceanem Atlantyckim (1691). 
Swoje bezpieczeństwo oparł na elitarnej gwardii zwanej Buchari, w skład której wchodzili trenowani od młodości, wyselekcjonowani pod względem warunków fizycznych czarnoskórzy niewolnicy. Gwardia ta stanowiła najlepiej wyszkoloną i wyposażoną formację wojskową w państwie. 
Pod rządami Maulaja Isma’ila nastąpił gwałtowny rozwój gospodarczy Maroka. Rozkwitł handel z Europą, zwłaszcza z Francją i Wielką Brytanią. Rozwój ten umożliwił wzmożoną działalność budowniczą. Oprócz umocnień obronnych wokół Meknesu (dokąd przeniesiono stolicę z Fezu) powstały tam też nowe rezydencje i pałace. Wiele wzniesionych w tym czasie budowli przetrwało do dzisiaj i stanowią one wizytówkę miasta (m.in. największa w Maroku brama Bab al-Mansur). 
Po śmierci Maulaja Isma’ila rozgorzały zacięte walki o sukcesję do tronu między jego siedmioma synami, które doprowadziły do upadku potęgi państwa i anarchii. Dopiero za sułtana Muhammada III (1757–1790) udało się na nowo zjednoczyć Maroko.
Prochy Maulaja Isma’ila spoczywają obecnie w jego mauzoleum w Meknesie.